# フェルディナンド・カルッリ
フェルディナンド・カルッリ（Ferdinando Carulli, 1770年2月9日 - 1841年2月17日）は、イタリアの作曲家、ギタリスト。著名なクラシック・ギターの作曲家、かつクラシックギター指導法の著者の一人で、現在でもその指導法は用いられ、作品は演奏され続けている。コンチェルトや室内楽を含めて、クラシックギターのために多くの曲を作った。その数は12年間で400曲を超える。

## 略歴
ナポリ生まれ。同時代の多くの人と同様に、聖職者（当時、聖職者はアマチュア音楽家でもあった）より音楽理論を習った。最初はチェロを学んだが、20歳の時にギターに出会い、人生をギターの研究と進歩に注ぎ込んだ。当時、ナポリにはプロのギター指導者がいなかったため、独自の練習法を開発した。
カルッリは才能豊かな演奏者であったため、ナポリでの演奏会は人気を博し、すぐにヨーロッパ中を演奏旅行するようになった。1801年、フランス人女性と結婚した。数年後、ミラノで作曲を始め、地元の出版物に寄稿した。パリでの演奏旅行を大いに成功させ、その後、パリへ移住した。パリは、その当時、世界の「音楽の中心（首都）」として知られていた。
カルッリは、パリで音楽家そして指導者として成功を収め、ギターを上流階級とパリの音楽家に広め愛好させた。彼の作品の多くが出版されたのもパリであり、ついには彼自身が出版者となり他の優れたギターリストの作品を出版した。
1830年代には、カルッリに魅了された多くのギター奏者が、彼を追ってパリへとやって来た。その多くのギター演奏者たちとともに、パリで熱心にギターの指導を行った結果、パリの貴族達をも生徒とした。
現在、カルッリの最も偉大な作品とされる多くの楽曲（小曲）は、一般的な演奏者にはあまりも難しかったため、直ぐに出版者により細かく切り分けられてしまった。そして、切り分けられてしまったが故に、その多くが失われたと思われる。他の出版者によって切り分けられることを防げなかったため、自身の楽曲（小曲）を自ら出版し始めた。しかし、現在まで伝えられている重要な作品の多くは、主に基本的な技術を教えたり、初心者のために十分使えると他の出版者が認めた曲であった。多くの生徒と支援者がいたが、作曲した素晴らしい作品の多くが出版されなかったため、彼自身は自分のことを素晴らしい名声に値しないと考えていた。
簡単な楽曲（小曲）のみに限定すると、カルッリは世界的に知られている古典的なギター練習法である「ギターへのハーモニーの応用」、今でも授業で使われる楽曲群を書いた。出版の時点で、この練習法は非常に評判が良く、何度も版を重ねた。
晩年は、ギターの構造を改良することを試行し、フランスのギター製作者であるラコートとギターの音質を改善する重要な変更を行った。カルッリは1841年2月17日、パリにて没した。

## 音楽/スタイル
カルッリは、彼の生きた時代では最も多作な作曲家の一人であった。ギター演奏のために400曲以上の作品のほか、ギターといろいろな楽器の合奏のために無数の曲を書いた。最も影響力のある仕事は、1810年発表された古典期最初の「ギター教則本、作品番号27」である。後にカルカッシ教則本と繋がるものであった。末尾にある「生徒と先生用２重奏曲」は大変有益なものであるが、世界中で出版されるときに切り離されてしまった。原典版はミンコフより出版されていたが、現在は入手不可能である。わが国では、不運なことに先にカルカッシ教則本が米国から先に輸入された為、原典版カルリ教本が輸入されることがなかった。クラシック・ギターを学ぶ学生の指導に今も広く使われているが、本来の意図する在り方から離れた抜粋でしか使用されていない。他にもギター伴奏によるソルフェージュ教本も出版。また、カルッリは息子のグスタボとギターとピアノ合奏曲を数曲作った。また、室内楽団と他のアンサンブル作品も書いた。
多くのクラシック・ギターリストが、カルッリの作品を幾度もレコーディングしてきた。1980年代のイギリスでは、デュオ・ト長調（Duo in G） 作品番号34がSF/テレビゲーム「ザ・アドベンチャー・ゲーム」のカルト主題曲として間接的にかなり好評を得たが、カルッリの最も有名な作品は、間違いなくアレキサンダー・ラゴヤとジャン＝ピエール・ランパルによりレコーディングされた「ギターとフルートのためのデュエット」である。前述したデュオ・ト長調（Duo in G）もまた、何度もレコーディングされているが、ジュリアン・ブリームとジョン・ウイリアムスによるものが最も有名である。

## 音楽に対する貢献
クラシックギターを学ぶ学生の指導や熟練者が特定の技術を完璧に習得する手段として19世紀に出版され今日もまだ広く使われ非常に影響力のあるカルッリの指導法に加えて、初期のギターの外観に多くの変更、改善を加え、今日使われている最新の形体へクラシックギターを近づけた。
19世紀前半までに、ギターは、5対の弦がついたリュートのような器具から、平らな胴（ボディー）、長い棹（ネック）と円形の響孔（サウンドホール）が中央にある、我々が今日知っているギターに良く似た楽器へと進化した。しかし、現在のものとは少し違い、カルッリの最初のギターは6弦ではなく、むしろ5弦であったと推察され、リュートやビウエラのように各弦は複弦（弦の各組は「コース」と呼ばれる）であった。1組の弦は弾いたときに豊かな共鳴音を生むが、クラシックギターで使われるピッキングにはあまり適していなかった。このことは、同じような複弦構造のリュートが通常プルッキング（かき鳴らす）や稀にストラミング（軽くかき鳴らす）により演奏することと大きく異なっていた。また、この頃のギターはボディがより小さくより厚みが無く、ヴァイオリンやウクレレのようにより反響しない音であった。また、ギターの調律ペグは機械式ではなく、今日のビオラやリュートのように摩擦式であった。機械式調律ピンは今からわずか約100年前、カルッリの時代よりかなり後になって考案された。
晩年、カルッリは、フランスの楽器作成者でギターリストであったアントニオ・デ・トレス・フラドとラコートと一緒に、ギターを現在我々が知っているようなより大きく、より反響する楽器へと改良した。つまり、音がさらに良くなるようにボディーを大きくし表面積を広げ、反響性を上げるために、ふくらみを付け横腹でより長く反響するように改良した。後にフラドは、フラメンコギター形体を、古典的なものよりも音が良く軽くて小さくなものへ改良した。